# Liste des démons de l'univers Marvel
Cette liste des démons de l'univers Marvel recense une partie des personnages de fiction évoluant dans l'univers Marvel de la maison d’édition Marvel Comics connus en tant que démons ou entités démoniaques.
Il existe de nombreuses créatures démoniaques dans l’univers Marvel et seuls certaines sont présentées ici. Ces démons ont été également présentés dans l'Official Handbook of the Marvel Universe.

## Présentation
Le terme de « démon » (du latin, daemon) est une appellation générique pour qualifier un groupe d’êtres mystiques non humains possédant des pouvoirs surnaturels ou surhumains et dont les actions visent à accomplir des actes maléfiques.
Il n'est pas facile de faire la distinction entre les « démons » et les « dieux ». Les dieux ont tendance à être plus bienveillants que les démons, mais des dieux malfaisants existent également. Bien que les dieux soient le plus souvent l’objet principal de la vénération des hommes, certains démons ont également fait l’objet d'un culte.
Ces entités vivent habituellement dans des domaines extradimensionnels et possèdent des pouvoirs mystiques et/ou magiques. Ils ont (ou ont eu, à un moment donné) des relations avec l’humanité. La principale distinction entre les dieux et les démons est que les dieux semblent être une forme de vie légèrement plus évoluée, alors que les démons se comportent comme des êtres quasi mystiques et parasites ; ces derniers nécessitant souvent une forme de nourriture pour exister, le plus souvent basée sur les âmes ou l’essence vitale de créatures inférieures (notamment les hommes).
Les démons projettent leur puissance selon trois manières :
- voler une énergie (âme, essence vitale) à partir d'individus ou de sources non consentantes ;
- recevoir une énergie spirituelle grâce à la vénération d’individus ;
- être invoqués ou conjurés par des individus dans le but d'obtenir un pouvoir ou une puissance destinée à alimenter des sortilèges.

Certains démons sont nés ou ont été créés comme des démons, mais il existe aussi des cas où des dieux ou des mortels ont dégénéré pour devenir des démons, devenant des prédateurs d’êtres vivants.
Il existe trois catégories générales de démons associés avec la Terre, mais certains êtres peuvent appartenir à plusieurs catégories (voire à aucune, selon les cas) : les Anciens Dieux, les Seigneurs infernaux (et leurs laquais) et enfin les démons extradimensionnels.

## Liste
Liste non exhaustive.

### Asteroth
Asteroth est une entité démoniaque apparaissant pour la première fois dans la série Stormbreaker: The Saga of Beta Ray Bill #3 en mai 2005.
Le personnage est une entité féminine d'un mal absolu qui se nourrit de la destruction de l'ordre et de la vie. Elle affronte notamment les héros Beta Ray Bill et Stardust.

### Blackheart
Blackheart est un démon créée par Ann Nocenti et John Romita Jr.. Le personnage apparaît pour la première fois dans le comic book Daredevil (vol. 1) #270 en septembre 1989.
Il est le créateur des Antithèses, un groupe de super-vilains spécialement conçus pour lutter contre Venom, Red Hulk, X-23 et Ghost Rider.

### Chthon
Chthon est une entité démoniaque créée par Marv Wolfman, Bill Mantlo et Yong Montano. Le personnage apparaît pour la première fois dans Marvel Chillers #1 en octobre 1975, sans être nommé. On apprend  plus tard son identité dans Avengers #185 en juillet 1979.
Chthon est un des Dieux Anciens les plus puissants à avoir dégénéré en démon. Métamorphe, il peut prendre toutes les formes. Sa véritable forme n'a jamais été observée.

### Cyttorak
Cyttorak est une entité mystique créée par Stan Lee, Jack Kirby et Alex Toth. Le personnage est mentionné pour la première fois dans Strange Tales #124 en septembre 1964, mais sa première apparition date de Doctor Strange, Sorcerer Supreme (vol. 3) #44 en août 1992.
Il fait partie des Principats, des entités mystiques dotées de vastes pouvoirs magiques et aux origines diverses, souvent extra-dimensionnelles, qui semblent partager certains traits à la fois des dieux et des démons.

### Dormammu
Dormammu est une entité mystique créée par Stan Lee et Steve Ditko. Le personnage apparaît pour la première fois dans Strange Tales #126 en 1964.
C'est un ennemi récurrent du Docteur Strange. Issu de la race des Faltine (une race extra-dimensionnelle composée de magie pure, tout comme sa sœur Umar (en)), ce n'est pas un démon à proprement parler, bien qu'il se batte continuellement contre les autres seigneurs des Enfers.

### Hoss
Hoss est une entité infernale créé par Garth Ennis et Clayton Crain. Le personnage apparait pour la première fois dans Ghost Rider (vol. 4) #1 en novembre 2005.
C'est un des démons de Lucifer. Il a modifié anatomiquement et asservi Buttview, un motard.

### Kazann
Kazann est une entité démoniaque créé par Garth Ennis et Clayton Crain. Le personnage est mentionné dans Ghost Rider (vol. 5) #1 en novembre 2005, mais il est vu pour la première fois dans Ghost Rider (vol. 5) #2 en décembre 2005, et sous sa véritable forme dans Ghost Rider (vol. 5) #6 en avril 2006.
C'est un membre des Seigneurs infernaux et un ancien membre des Anges du Paradis. Il possède une maitrise des rituels, sortilèges et incantations occultes de magie noire.

### Lucifer
Lucifer est un un super-vilain alien créée par Stan Lee et Jack Kirby. Le personnage apparaît pour la première fois dans Uncanny X-Men #9 en 1965.
Lucifer est le nom de deux personnages de bandes dessinées indépendantes de Marvel Comics. Le premier est l'un des super-vilains alien de X-Men et l'autre est un méchant de Ghost Rider et est désigné comme le Prince des Ténèbres.
Lucifer est un agent Quists, une race extraterrestre. Les créatures de cette race sont également connues sous le nom d'Arcanes.

### Marduk Helstrom
Marduk Helstrom est une entité démoniaque créée par Mike Friedrich et Herb Trimpe. Le personnage apparaît pour la première fois dans Marvel Spotlight #13 en janvier 1974.
Il fit partie des innombrables cohortes infernales qui s'élevèrent quand les Dieux Anciens furent chassés par le Démogorge.

### Méphisto
Méphisto est une entité démoniaque créée par Stan Lee et John Buscema. Le personnage apparaît pour la première fois dans Silver Surfer #3 en décembre 1968.
Les auteurs du personnage se sont librement inspirés de Méphistophélès, l'incarnation du Diable dans la légende de Faust. Il est l'ennemi principal du héros Ghost Rider.

### Satannish
Satannish (en) est une entité démoniaque apparaissant pour la première fois dans Doctor Strange #174 en 1968.
Dans la bande dessinée, Satannish est créé par Dormammu et est quasiment le père de Daimon Hellstrom et Satana.

### Shadrac
Shadrac est une entité démoniaque apparaissant pour la première fois dans Amazing Spider-Man (vol. 2) #2 en 1999.
Le docteur Gregory Herd (en), un super-vilain connu sous le nom d’Override (apparaissant dans The Spectacular Scarlet Spider #1 en novembre 1995) est possédé par le démon Shadrac dans Amazing Spider-Man (vol. 2) #2 et devient l’avatar de cette entité.
Lorsque Shadrac prend possession d'êtres humains, ses hôtes possèdent une super-force, une résistance accrue et ont l'apparence d'un squelette entouré de flammes mystiques.

### Surtur
Surtur (en) est une entité démoniaque créé par Stan Lee et Jack Kirby. Le personnage apparaît pour la première fois dans Journey into Mystery #97 en 1963.
Inspiré par Surt dans la mythologie scandinave, Surtur est un démon du feu natif du royaume de Muspellheim, un des neuf royaumes d'Asgard. Il est un ennemi récurrent du dieu Thor. Dans le film Thor : Ragnarok, il est incarné par l'acteur Clancy Brown. Il apparaît aussi dans la série d'animation What If...? (2021).

### Thog
Thog (en) est une entité démoniaque apparaissant pour la première fois dans Adventure Into Fear (en) #11 en 1972.
Le personnage est une puissante entité. Quand il prend forme physique, c'est un humanoïde à la peau rouge et à la queue fourchue. Sa force et son endurance sont incroyables. Il a accès à de nombreux sortilèges et utilise le plus souvent des sorts d'attaque, comme des boules de feu. Lui-même ne craint pas les flammes. Excellent bretteur, il utilise deux sabres en même temps.

### Zarathos
Zarathos (en) est une entité démoniaque créé par Roy Thomas, Gary Friedrich et Mike Ploog. Le personnage apparait pour la première fois dans Marvel Spotlight #5 en août 1972.
C'est est un démon extrêmement puissant, presque du niveau de Mephisto, qui torture et dévore les âmes des mortels. Il est généralement représenté comme un super-vilain dans les histoires mettant en vedette le personnage de Ghost Rider.

### Zom
Zom est une entité démoniaque créé par Stan Lee et Marie Severin. Le personnage apparaît pour la première fois dans Strange Tales (vol. 1) #157 en 1967.
Le personnage est notamment connu pour être un adversaire du Docteur Strange.

### Source
- Official Handbook of the Marvel Universe, Marvel Comics.